# TAM (Theater)

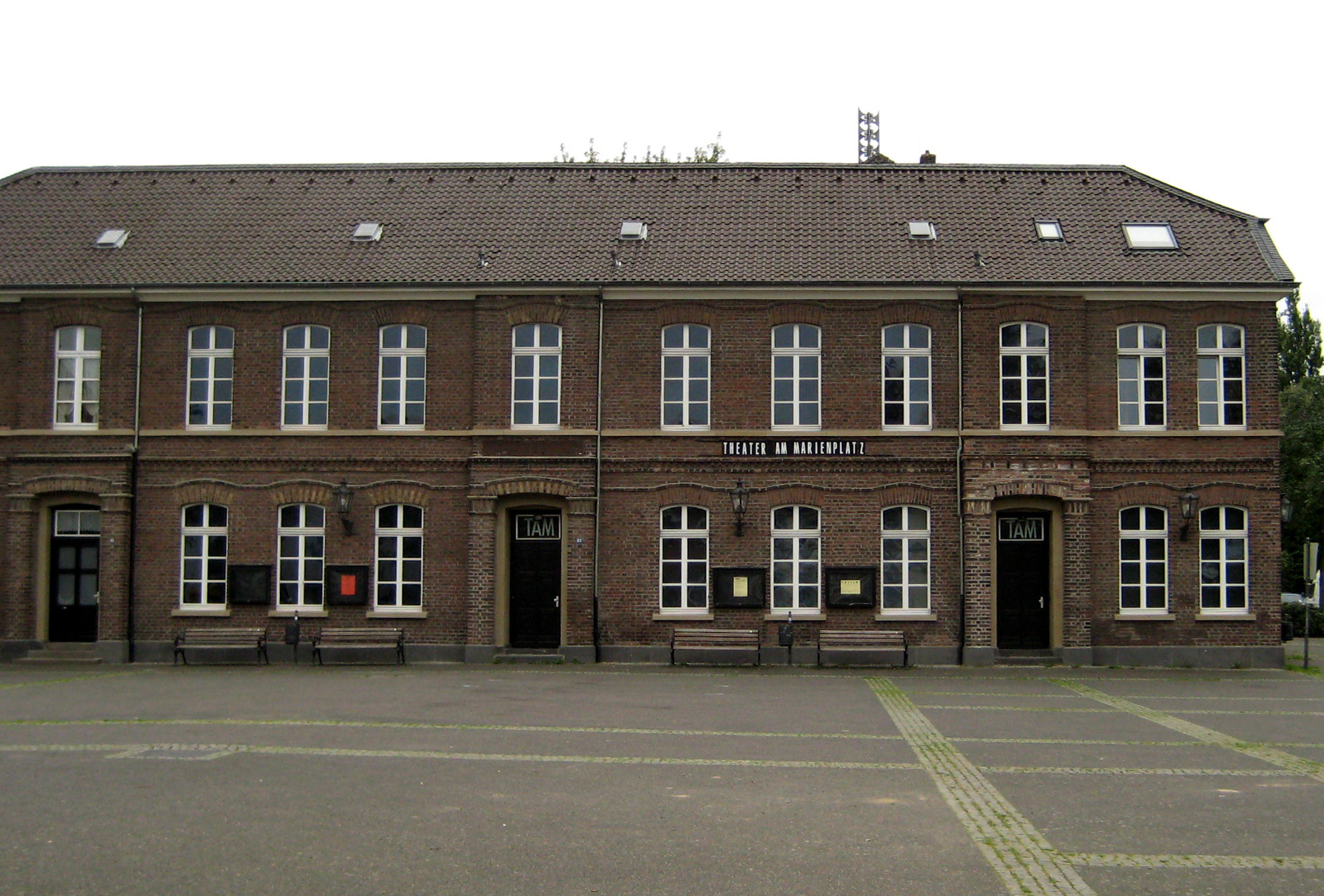
Theater am Marienplatz Krefeld-Fischeln.

Das TAM (Theater am Marienplatz) ist ein Privattheater in Krefeld, das sich seit den 1970er Jahren unter seinem Leiter Pit Therre auf avantgardistische Musik und Literatur spezialisiert hat. Sehr viele Stücke von Mauricio Kagel und seiner Schülerin Carola Bauckholt, die von 1976 bis 1984 Mitglied des Ensembles war, sowie Werke von Suchan Kinoshita erlebten dort ihre Uraufführungen. Auch Stücke von Gerhard Rühm, Ernst Jandl und Karlheinz Stockhausen standen und stehen auf dem Programm. Für Mauricio Kagel hatte sich das TAM zum Haustheater entwickelt, wo er selbst gelegentlich Regie führte. In der Nische der modernen Komponisten genießt das Theater weltweit einen guten Ruf, wovon zahlreiche Gastspiele bei renommierten Festivals wie der Berliner Biennale für zeitgenössische Musik, dem Festival Printemps des Arts in Monaco, Gastspiele in Paris, Tel Aviv, Turin, Lille, Zürich, Wien, Aix-en-Provence und der Biennale in Venedig zeugen.